# Warmachine
Warmachine è un wargame tridimensionale con miniature da 30 mm, edito negli Stati Uniti dalla Privateer Press. Il gioco è ambientato negli Iron kingdoms, un mondo in stile steampunk che presenta caratteristiche fantasy mescolate a elementi tecnologici moderni.
Per quanto riguarda i regolamenti è stato pubblicato un manuale base, Prime (ristampato nel 2007 con il titolo Prime: Remix) e tre espansioni: Escalation, Apotheosis e Superiority. Nel 2003 il manuale base è stato pubblicato anche in italiano con il titolo Primus.
La caratteristica principale di questo wargame è che oltre alle truppe base gli eserciti fanno uso di possenti macchine da guerra chiamate warjack, grossi automi antropomorfi mossi dalla forza del vapore. Queste macchine sono comandate dai Warcaster (Tecnomanti), i pezzi principali dell'esercito e praticamente i generali delle armate, e possono compiere tutta una serie di azioni speciali in virtù delle loro dimensioni e della loro forza bruta.
Le regole di Warmachine sono compatibili con quelle di Hordes, altro gioco della Privateer Press uscito nel 2006.

## Gli eserciti
Le quattro principali nazioni che si contendono il predominio sugli Iron Kingdoms (i reami in cui è ambientato il wargame) sono:
- Khador: all'estremo nord del continente si estende il reame di Khador. I suoi abitanti sono fanatici nazionalisti, temprati dal gelo e dalle intemperie del nord. Gli eserciti Khador usano la forza bruta per prevalere sugli avversari, le loro macchine da guerra sono lente, corazzate e implacabili.
- Cygnar: regno considerato illuminato e retto dal benevolo re Leto, è considerato la culla della civiltà, della tecnologia e della scienza. I suoi fucilieri sono rinomatissimi e le forze dei Cygnar fanno largo uso di truppe capaci di riversare sui nemici piogge di fuoco. Le loro macchine da guerra sono costituite da un mix bilanciato di warjack leggeri e pesanti.
- Protettorato di Menoth: ubicato nelle desertiche distese meridionali, il Protettorato è una realtà politica nata dalla secessione dei fedeli del dio Menoth dal regno di Cygnar, devoto al dio Morrow. Gli abitanti di questa teocrazia sono in maggior parte zeloti fanatici pronti a sacrificare le loro vite nel nome del loro dio. Le loro truppe sono votate al sacrificio e al martirio e diventano più potenti man mano che i loro compagni cadono sul campo di battaglia. Hanno a disposizione macchine da guerra leggere e pesanti, molte armate con cannoni incendiari e lanciafiamme, poiché il fuoco purificatore è un'arma gradita a questi zeloti.
- Cryx: le lontane isole occidentali sono il dominio dei Cryx, i terribili non morti al servizio del padre di tutti i draghi, Lord Toruk. Implacabili abomini di carne e metallo non conoscono la paura e si gettano contro il nemico senza nessuna inibizione. Le truppe Cryx sono diabolicamente astute e usano la loro capacità di infiltrazione per arrivare non visti dietro le linee nemiche e colpire gli avversari senza pietà. Le macchine da guerra dei Cryx sono per la maggior parte warjack leggeri e veloci, costruiti per colpire duro e in fretta, o per permettere ai Warcaster dei Cryx di riversare sui loro nemici una tempesta di incantesimi offensivi.

## Modalità di gioco
Le partite di Warmachine prendono spesso l'aspetto di schermaglie. Un tipico contingente da battaglia è formato dal warcaster e circa tre warjack che fanno parte del suo contingente e qualche unità di truppa che lo supporti. Una partita standard viene giocata a 35 punti e implica la presenza di un solo warcaster, le partite più grandi di solito raggiungono i 100 punti e prevedono la presenza di due warcaster per contingente.
I modelli fondamentali degli eserciti sono i warcaster. Essi sono dotati dell'abilità focus manipulation che gli permette di compiere due azioni fondamentali: assegnare punti focus ai warjack per renderli più efficaci e lanciare incantesimi.
I warjack hanno infatti capacità limitate. Non possono caricare, effettuare attacchi speciali e aggiungere dadi ai loro tiri di attacco e danni se non gli si assegnano in precedenza dei punti focus.
Spendendo un punto focus essi sono in grado di effettuare movimenti di carica, corsa, o effettuare i cosiddetti power attack cioè movimenti offensivi capaci di generare effetti ulteriori nei modelli colpiti. Alcuni esempi di power attack sono le testate, i lanci, i lanci a due mani e le spinte. Un power attack messo a segno nel momento opportuno può causare un danno considerevole al nemico e mettere i propri pezzi in una situazione di superiorità.
Ogni unità e warjack ha nella grande maggioranza dei casi delle abilità e delle regole speciali. Alcuni sono ottimi infiltratori, altri sono abili a maneggiare un certo tipo di arma e provocare con essa spaventosi danni, altri ancora sono anfibi o godono di speciali chain attack con i quali possono effettuare un movimento offensivo speciale se tutti gli attacchi della catena vanno a segno (il warjack Kodiak per esempio può stritolare i warjack avversari se riesce a colpirli con entrambi i suoi pugni). La presenza di tutte queste caratteristiche particolari rendono ogni unità unica e adatta a ricoprire un ruolo ben specifico sul campo di battaglia, che sia la difesa, gli attacchi offensivi o l'assassinio del warcaster avversario.
La tattica di mirare alla testa del serpente è sicuramente valida e incoraggiata. I warcaster sono i pezzi più importanti dell'esercito avversario, la loro morte significa la disattivazione automatica dei warjack che essi comandano e la perdita di un pezzo capace di aumentare le capacità dell'esercito con i suoi incantesimi. La sua difesa è una parte fondamentale del gioco, così come l'uccisione del warcaster avversario. Diverse unità sono specializzate in tattiche di assassinio, in particolar modo quelle dei Cryx.

## Riconoscimenti
- 2004 Premio Origins per il miglior Regolamento Fantasy per Miniature del 2003 e Miglior serie di miniature fantasy del 2003
- 2006 Premio Origins per il Gioco dell'anno 2005 e Gamer's Choice for Best Miniatures of the Year